# 崩山 (嘉義縣)
崩山，是臺灣嘉義縣布袋鎮的一個傳統地域名稱，位於該鎮東部偏北。相較於今日行政區，其範圍大致包括江山里不含西北部、考試里南部邊界地帶東段、東港里東半部、永安里不含西北部及南部。

## 歷史
台灣日治初期，崩山地區為一街庄（舊制街庄），稱為「崩山庄」，隸屬於龍蛟潭堡。該庄昔日西邊北段、北邊及東邊北段與考試潭庄為鄰，東與菜舖廍庄為鄰，東南與龍蛟潭庄、後鎮庄為鄰，西南邊東段為北港仔庄，西南邊西段及西邊南段為前東港庄。
1901年（日治明治三十四年）11月11日，全台設置二十廳，該庄隸屬於鹽水港廳。1904年（明治三十七年）4月1日，該庄編入「南勢竹區」，隸屬於鹽水港廳。1909年（明治四十二年）10月25日，全台整併二十廳為十二廳，該區、庄改隸屬於嘉義廳。1910年（明治四十三年）1月18日，各區管轄區域調整，該庄仍隸屬於嘉義廳的「南勢竹區」。1920年（大正九年）10月1日，全台廢十二廳改設五州二廳，該庄改制為「崩山」大字，隸屬於臺南州東石郡布袋庄（新制街庄）。
戰後布袋庄改制為布袋鄉，隸屬於臺南縣，大字亦改制為村。1948年（民國37年）10月18日，布袋鄉升格為布袋鎮，村亦改制為里。1950年（民國39年）10月25日，雲、嘉、南分治，布袋鎮改隸屬於嘉義縣。

## 聚落
本地區發展較早的聚落為崩山，在日治期初期的官方地圖上已有記載。此外，本地區尚有埔仔厝聚落。

## 交通
縣道161號是𧃽菜埔至新岑的道路，經過本地區西部凸出部分的邊界地帶。由該道路北行可前往朴子市𧃽菜埔，並止於縣道157號、縣道168號共線路口；南行可前往布袋鎮東南部，並止於新岑南郊的省道台17線路口。
縣道172號是布袋至澐水的道路，經過本地區南部的埔仔厝聚落。由該道路西行可前往布袋市區；東行可前往義竹鄉、臺南市鹽水區、新營區、後壁區南部、白河區、嘉義縣中埔鄉，並止於省道台3線路口。
鄉道嘉22線是崩山至龜佛山的道路，其西側端點（起點）位於本地區西部邊界地帶的縣道161號路口。
鄉道嘉22-1線是崩山至大寮的道路，全線在本地區境內。其北側端點（起點）位於本地區崩山聚落的鄉道嘉22線路口，南側端點（終點）位於本地區南部的縣道172號路口。